# 영안중학교
영안중학교(永安中學校)는 대한민국 경상북도 영천시 북안면 임포리에 있는 공립 중학교이다.

## 학교 연혁
- 1971년 1월 25일 : 영안중학교 설립 인가(6학급)
- 1971년 3월 24일 : 개교기념식, 교기 제정
- 1974년 1월 31일 : 제1회 졸업식
- 2008년 3월 1일 : 경상북도교육청지정 교원능력개발평가 선도학교(1년)
- 2009년 12월 17일 : 자율학교 지정(2010.03.01-2015.02.28. 5년)
- 2010년 11월 30일 : 문화체육관광부지정 학교 운동장 생활체육시설사업 완공
- 2016년 3월 1일 : 교육부요청 경상북도교육청지정 성교육 연구학교 운영(~2017.02.28.)
- 2020년 9월 1일 : 제21대 정철현 교장 취임
- 2023년 12월 29일 : 제51회 졸업식(7명) 총 수 4,900명
- 2024년 3월 4일 : 2024학년도 입학식(3명)

## 참고 자료
- 영안중학교 - 한국교육학술정보원 학교알리미